# Идеја о теби
Идеја о теби (енгл. The Idea of You) америчка је романтична комедија из 2024. Режију потписује Мајкл Шоуолтер, по сценарију који је написао с Џенифер Вестфилд, док главне улоге тумаче Ен Хатавеј и Николас Голицин. Приказује љубавну везу између самохране мајке и певача популарне дечачке групе.
Премијера је приказана 16. марта 2024. на фестивалу South by Southwest, док га је 2. маја исте године приказао Amazon Prime Video. Добио је позитивне рецензије критичара.

## Радња
Солен Маршон је 40-годишња самохрана мајка која, на захтев свог бившег мужа, води њихову ћерку тинејџерку на музички фестивал Coachella. У изненађујућем преокрету догађаја, Солен започиње везу са 24-годишњим Хејзом Кембелом, певачем познате дечачке групе August Moon.

## Улоге
| Глумац            | Улога        |
| ----------------- | ------------ |
| Ен Хатавеј        | Солен Маршон |
| Николас Голицин   | Хејз Кембел  |
| Ела Рубин         | Изи          |
| Рид Скот          | Данијел      |
| Џордан Арон Хол   | Зик          |
| Џејден Ентони     | Адријан      |
| Рејмонд Чам Млађи | Оливер       |
| Виктор Вајт       | Сајмон       |
| Дакота Адан       | Рори         |
| Ени Мумуло        | Трејси       |
| Пери Матфелд      | Ева          |